# Pécsdevecser
Pécsdevecser  (németül: Dewetsch) község Baranya vármegyében, a Siklósi járásban.

## Fekvése
Siklóstól északkeletre, Újpetre és Peterd, illetve Újpetre és Kiskassa között fekvő település.

## Története
Nevét az oklevelek 1332-ben említették először (Deu)acha, de Wech(us), de Nechus, de Danaba alakban írva. 1332-ben a pápai tizedjegyzék szerint 50 báni pápai tizedet fizetett. A török idők végére a falu elnéptelenedett, csak 1733tól népesedett be újból, német telepesekkel, később magyarok is letelepedtek a faluba. Pécsdevecser a 20. század elején Baranya vármegye Pécsi járásához tartozott. Az 1910-es népszámlálási adatok szerint ekkor 313 lakosa volt, melyből 12 magyar, 298 német volt, melyből 319 római katolikus volt. 2001-ben lakosságának 22,6%-a német volt.

## Közélete

### Polgármesterei
- 1990–1994: Bősz Imre (független)[3]
- 1994–1998: Bősz Imre (független)[4]
- 1998–2002: Solmosi József (független német kisebbségi)[5]
- 2002–2006: Solmosi József (független német kisebbségi)[6]
- 2006–2010: Rumszauer Ilona (független)[7]
- 2010–2014: Rumszauer Ilona (független)[8]
- 2014–2019: Rumszauer Ilona (független)[9]
- 2019–2024: Rumszauer Ilona (független)[10]
- 2024– : Rumszauer Ilona (független)[1]

## Népesség
A település népességének változása:
| Lakosok száma | 114  | 115  | 112  | 114  | 103  | 90   | 94   | 85   |
|               | 2013 | 2014 | 2015 | 2019 | 2021 | 2022 | 2023 | 2024 |

A 2011-es népszámlálás során a lakosok 90,2%-a magyarnak, 1,1% cigánynak, 2,2% horvátnak, 33,7% németnek mondta magát (9,8% nem nyilatkozott; a kettős identitások miatt a végösszeg nagyobb lehet 100%-nál). A vallási megoszlás a következő volt: római katolikus 57,6%, református 5,4%, felekezeten kívüli 22,8% (13% nem nyilatkozott).
2022-ben a lakosság 91,1%-a vallotta magát magyarnak, 42,2% németnek (6,7% nem nyilatkozott; a kettős identitások miatt a végösszeg nagyobb lehet 100%-nál). Vallásuk szerint 36,7% volt római katolikus, 3,3% református, 2,2% egyéb katolikus, 11,1% felekezeten kívüli (46,7% nem válaszolt).

## Nevezetességei

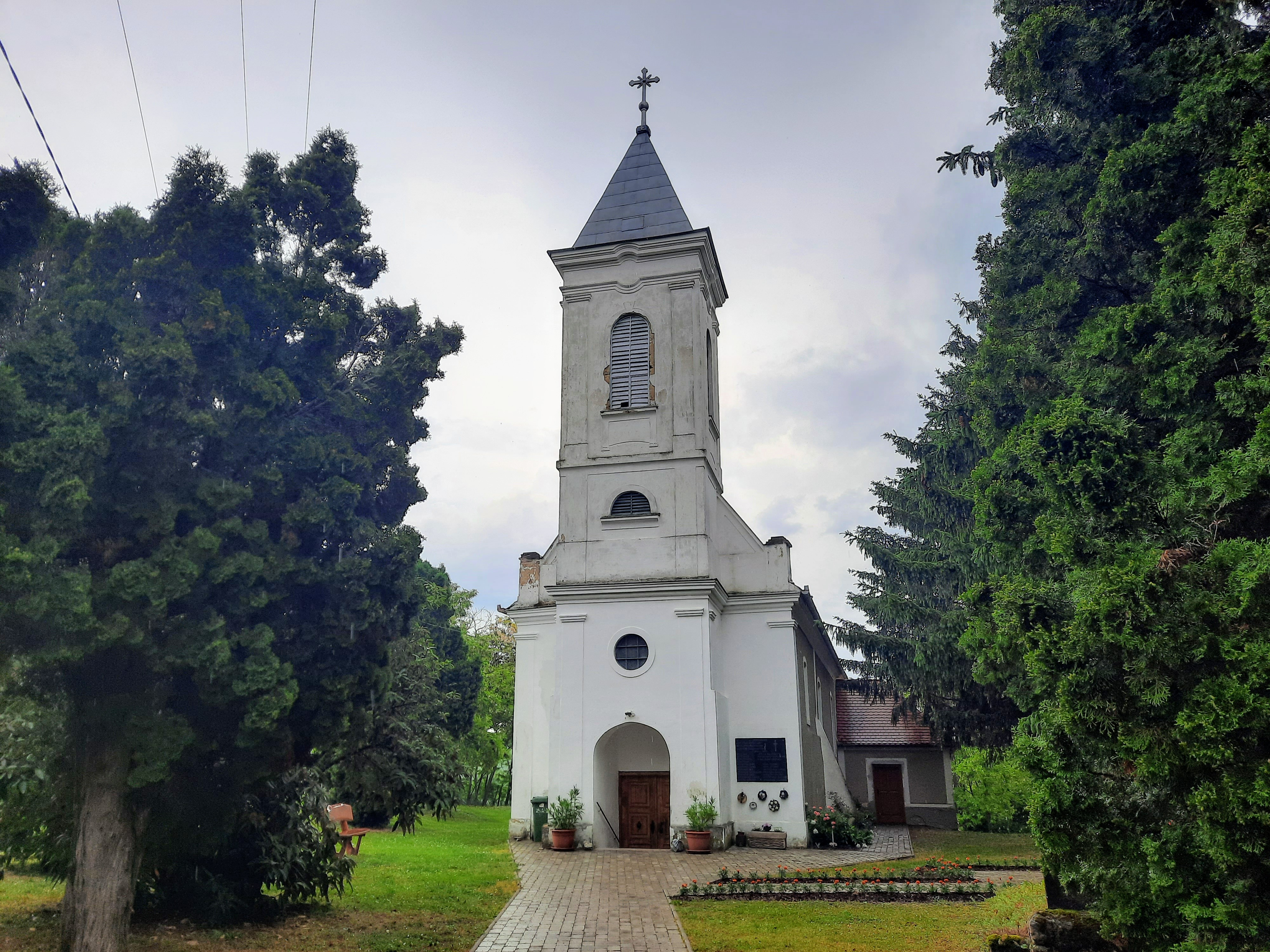
Szent Márton-templom

- Római katolikus temploma 1755-ben épült, Szent Márton püspök tiszteletére szentelték fel.